# Distretto di Soo
Il distretto di Soo (曽於郡, Soo-gun?) è uno dei distretti della prefettura di Kagoshima, in Giappone.
Attualmente fa' parte del distretto solo il comune di Ōsaki.
| Controllo di autorità | VIAF (EN) 129009038 · LCCN (EN) n80155797 · J9U (EN, HE) 987007564308005171 |